# Gazdátlanul Mexikóban 2.
A Gazdátlanul Mexikóban 2. (eredeti cím: Beverly Hills Chihuahua 2) 2011-es DVD-s folytatás a 2008-as Gazdátlanul Mexikóbannak. Rendező Alex Zamm. 
A Walt Disney Studios Home Entertainment adta ki 2011. február 1-jén, Blu-ray-n és DVD-n. Magyarországon is DVD-n adták ki 2011-ben.

## Szereposztás

### Élőszereplők
| Szereplő                | Színész        | Magyar hang    |
| ----------------------- | -------------- | -------------- |
| McKible bíró            | Phill Lewis    | Király Attila  |
| Rachel Ashe             | Piper Perabo   | Solecki Janka  |
| Sam Cortez              | Manolo Cardona | Hujber Ferenc  |
| Mr. Cortez              | Castulo Guerra | Orosz István   |
| Mrs. Cortez             | Lupe Ontiveros | Pásztor Erzsi  |
| Vivian Ashe             | Susan Blakely  | TBA            |
| Colleen Mansfield       | Elaine Hendrix | Orosz Anna     |
| Mr. Kroop               | Brian Stepanek | Czvetkó Sándor |
| Kutya-show kommentátora | French Stewart | Forgács Gábor  |

### Szinkronhangok
| Szereplő  | Eredeti hang     | Magyar hang     |
| --------- | ---------------- | --------------- |
| Delgado   | Andy García      | Vass Gábor      |
| Chloe     | Odette Annable   | Kiss Virág      |
| Papi      | George Lopez     | Kőszegi Ákos    |
| Pedro     | Ernie Hudson     | Galambos Péter  |
| Papi, Jr  | Zachary Gordon   | TBA             |
| Rosa      | Chantilly Spalan | TBA             |
| Pep       | Emily Osment     | TBA             |
| Lala      | Madison Pettis   | TBA             |
| Ali       | Delaney Jones    | TBA             |
| Sebastian | Tom Kenny        | Bardóczy Attila |
| Delta     | Loretta Devine   | Náray Erika     |
| Appoline  | Bridgit Mendler  | Mezei Kitty     |
| Biminy    | Alyssa Milano    | Ősi Ildikó      |